# Główny marszałek lotnictwa
Główny marszałek lotnictwa (ros. главный маршал авиации) – najwyższy stopień wojskowy w Armii Czerwonej, Armii Radzieckiej i Siłach Zbrojnych Federacji Rosyjskiej, (za wyjątkiem stopnia generalissimus) równorzędny ze stopniem marszałek_Związku_Radzieckiego, a powyżej stopnia marszałek lotnictwa.
Nadawany marszałkom rodzajów sił zbrojnych i wojsk specjalnych (marszałkom artylerii, lotnictwa, wojsk pancernych, wojsk inżynieryjnych i wojsk łączności); wprowadzony 9 października 1943. 
Tytuł głównego marszałka lotnictwa istnieje również w Wielkiej Brytanii.